# بنيامين اف. كونلي
بنيامين اف. كونلي (بالإنجليزية Benjamin F. Conley) وهو سياسي أمريكي ينتمي إلى الحزب الجمهوري ولد بنيامين اف. كونلي في 15 أذار من سنة 1815 في ولاية نيوجرسي. كان بنيامين اف. كونلي قد شغل منصب عمدة مدينة أوغستا في ولاية جورجيا ما بين عامي 1857 إلى عام 1859. في 30 تشرين الأول من سنة 1871 أصبح كونلي حاكمًا على ولاية جورجيا وقد شغل كونلي هذا المنصب إلى 12 كانون الثاني من سنة 1872 توفي بنيامين اف. كونلي في 10 كانون الثاني من سنة 1886 في ولاية جورجيا.